# Clathria stephensae
Clathria stephensae är en svampdjursart som beskrevs av Hooper 1996. Clathria stephensae ingår i släktet Clathria och familjen Microcionidae. Inga underarter finns listade i Catalogue of Life.